# Cataclysme infumata
Cataclysme infumata là một loài bướm đêm trong họ Geometridae.